# Protocoles de Sèvres

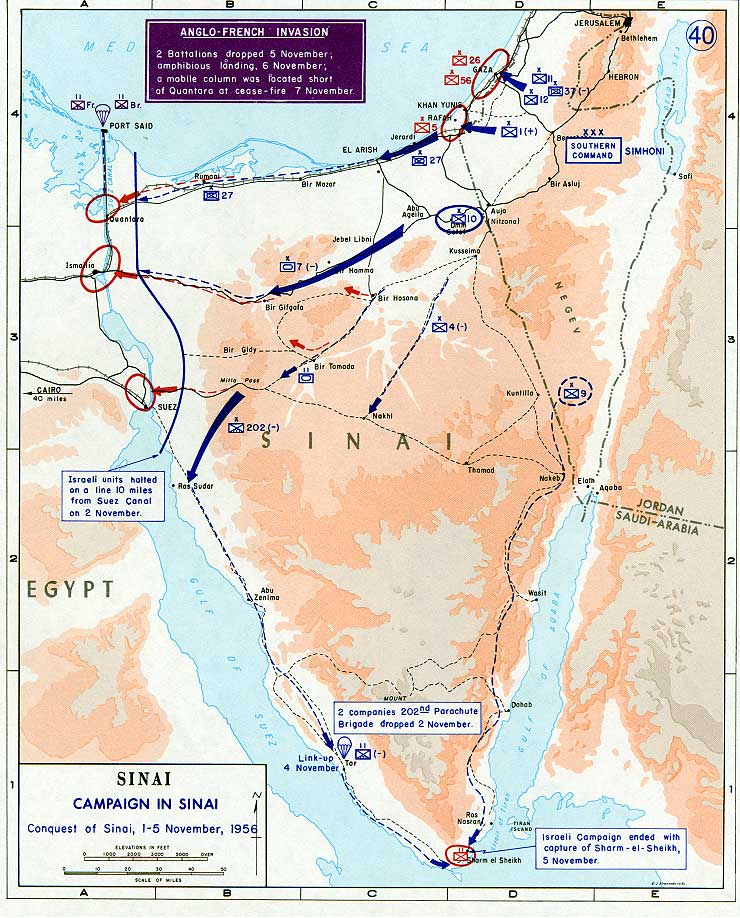
Carte d'invasion franco-britannique de l'Égypte

Les protocoles de Sèvres (parfois nommés protocole de Sèvres, accords de Sèvres ou complot de Sèvres) sont un accord secret en sept points consignant par écrit une entente tripartite entre Israël, la France et le Royaume-Uni en réaction à la nationalisation du canal de Suez par le dirigeant égyptien, Gamal Abdel Nasser, le 26 juillet 1956.

## Contexte
Le soutien de Gamal Abdel Nasser au FLN conduit à un fort rapprochement entre la France et Israël. Le 22 juillet 1956, une rencontre secrète en région parisienne à laquelle participent Moshe Dayan et Shimon Peres définit Nasser comme l’ennemi commun. La France promet de livrer 100 millions d'armes à son allié et se met d'accord sur des opérations conjointes de sabotage en Égypte.
Deux conférences se tiennent en août 1956 à Londres et réunissent les principaux usagers du canal. Le Royaume-Uni fait ensuite appel au Conseil de sécurité de l'ONU pour rédiger un texte sur la libre circulation des navires sur le canal, mais l'URSS met son veto. Ces démarches sont sans résultats. Lorsque Nasser interdit la circulation des navires israéliens sur le canal, Guy Mollet décide d'associer Israël à l'entreprise franco-britannique. Les États-Unis, pourtant membres de l'OTAN, n'y participent pas, le président américain, Dwight D. Eisenhower, alors occupé à sa campagne de réélection, n'y voit pas d'intérêt, les approvisionnements américains en pétrole dépendant très peu du canal de Suez.
Juste avant cet accord, le SDECE montre que Nasser arme les insurgés algériens du FLN : un bâtiment de la marine nationale française arraisonne dans les eaux internationales un dragueur de mines bourré d’armes chargées à Alexandrie et destinées au FLN. À bord du bateau sont également arrêtés des militaires égyptiens. Le SDECE révèle que le propriétaire du bateau, un armateur soudanais, n'est qu'un faux-nez et que le véritable propriétaire est l'État égyptien. Cet évènement précipite les protocoles de Sèvres.
Pendant cet accord, plusieurs chefs de la guerre d’Algérie (Ahmed Ben Bella, Mohamed Boudiaf, Hocine Aït Ahmed, Mohamed Khider et Mostefa Lacheraf) sont arrêtés, l’avion civil qui les conduisait du Maroc à Tunis ayant été détourné en plein espace aérien international par des militaires sous commandement des généraux d'Alger et immobilisé dans l'aéroport de cette ville. Il n’y a plus aucune marge de manœuvre à Guy Mollet.

## Entretiens
Les entretiens se sont tenus du 21 au 24 octobre 1956 dans la villa isolée d'un ami du ministre de la Défense, Maurice Bourgès-Maunoury, à Sèvres, dans la banlieue sud-ouest de Paris. Cette conférence secrète débuta le 21 octobre entre la délégation israélienne arrivée incognito, représentée par les Israéliens David Ben Gourion, Shimon Peres et Moshe Dayan et les Français Guy Mollet, président du Conseil, Christian Pineau, ministre des Affaires étrangères, Maurice Bourgès-Maunoury, ministre de la Défense, et Maurice Challe, chef d'état-major des armées.
Les diplomates britanniques avec Selwyn Lloyd, Patrick Dean (en) et Logan n'ont pris part aux accords que le 22 octobre. Les Britanniques se montrent d'abord réticents au conflit militaire en craignant de compromettre ses liens privilégiés avec le monde arabe. Les Français concèdent le commandement de l'opération militaire (opération Mousquetaire) aux Britanniques pour les convaincre. De plus, les Britanniques connaissent mieux le terrain en tant qu'anciens colonisateurs et disposent de bases militaires à Chypre et à Malte.
L'accord secret en sept points tenant sur trois feuillets stipule notamment que les Israéliens prendront l'initiative du déclenchement de la guerre dans le Sinaï et que les Français et Britanniques interviendront quelques jours plus tard. En échange, les Israéliens exigent des Français une couverture navale et aérienne de leur territoire et la livraison d'avions à réaction à l'aviation israélienne (Mystère II, Mystère IV, Vautour) et de chars légers AMX-13. L'accord secret prévoit également une coopération entre la France et Israël concernant le programme nucléaire israélien (construction du réacteur de Dimona).